# Rajgamar
Rajgamar là một thị trấn thống kê (census town) của quận Korba thuộc bang Chhattisgarh, Ấn Độ.

## Nhân khẩu
Theo điều tra dân số năm 2001 của Ấn Độ, Rajgamar có dân số 12.595 người. Phái nam chiếm 51% tổng số dân và phái nữ chiếm 49%. Rajgamar có tỷ lệ 64% biết đọc biết viết, cao hơn tỷ lệ trung bình toàn quốc là 59,5%: tỷ lệ cho phái nam là 75%, và tỷ lệ cho phái nữ là 53%. Tại Rajgamar, 16% dân số nhỏ hơn 6 tuổi.